# Treffort (Ain)
Pour les articles homonymes, voir Treffort.
Treffort est une ancienne commune française du département de l'Ain. Le 1er décembre 1972, la commune fusionne avec Cuisiat pour former la commune de Treffort-Cuisiat qui fusionne à son tour en 2016 avec Pressiat pour intégrer la commune nouvelle de Val-Revermont dont elle constitue une commune déléguée. 

## Histoire
Au Xe siècle, construction d'un site défensif en haut du village de Treffort. En 1283, le duc de Bourgogne ravage le Revermont et prend Treffort. En 1289, Treffort est vendu par le duc de Bourgogne au comte de Savoie, qui dote ses habitants d'une charte de franchise.
À la suite du traité de Lyon, signé en 1601, Treffort devient française, comme l'ensemble de la Bresse. En 1641, Treffort est détruit par les troupes franc-comtoises lors de la guerre franco-espagnole.
Le 1er décembre 1972, la commune fusionne avec Cuisiat pour former Treffort-Cuisiat. La commune devient le chef-lieu et Cuisiat est alors une commune associée.
Le 1er janvier 2016, Treffort-Cuisiat et Pressiat fusionnent pour former la commune nouvelle de Val-Revermont. Ainsi, Treffort tout comme Cuisiat et Pressiat deviennent des communes déléguées, l'ancienne commune reste le chef-lieu.

## Politique et administration

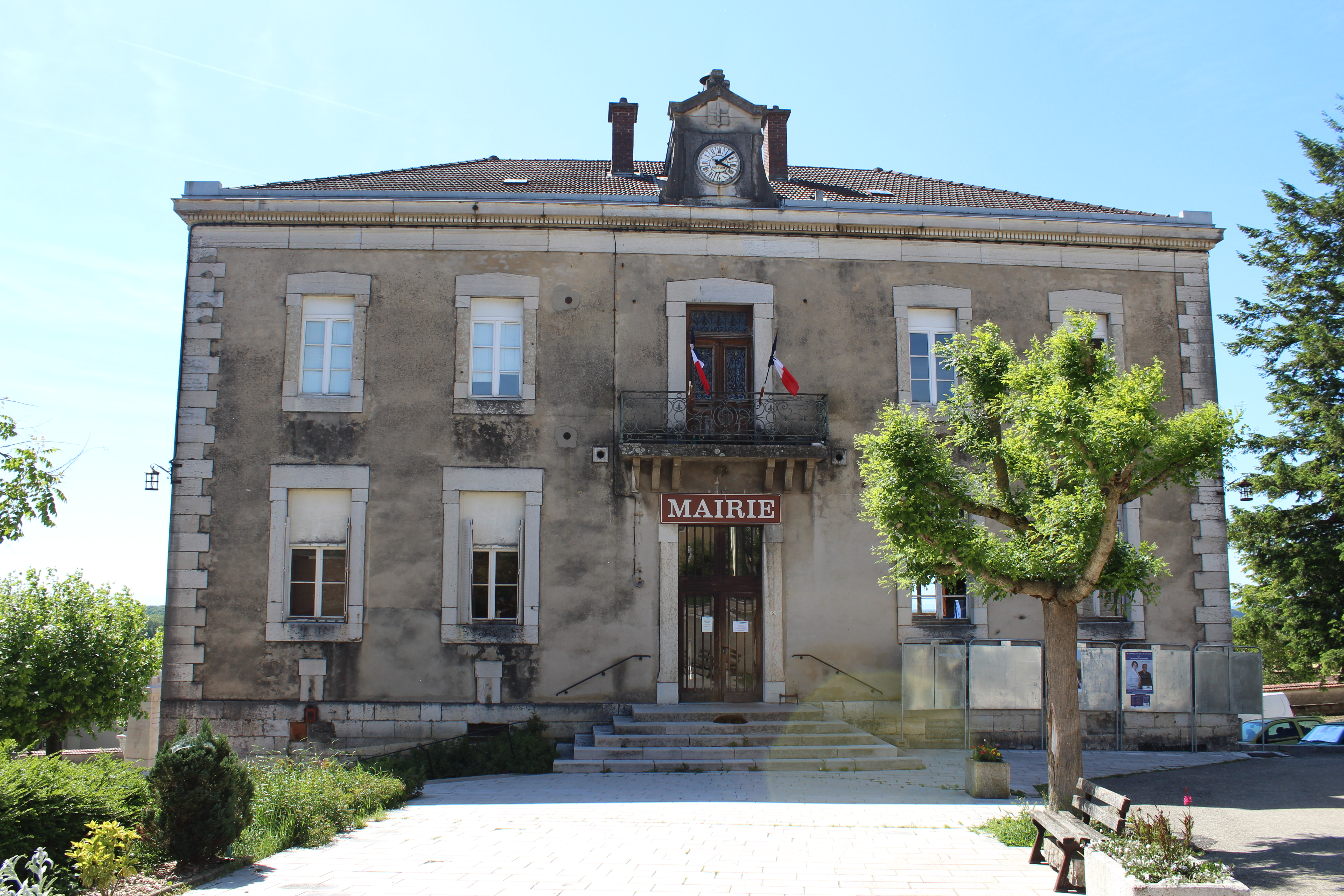
Mairie.

### Liste des maires
| Période | Période | Identité        | Étiquette | Qualité                                              |
| ------- | ------- | --------------- | --------- | ---------------------------------------------------- |
| 1900    | 1919    | Victor Authier  | radical   | avocat, député (1901-1910)                           |
| 1919    | 1925    | Jacques Collet  | radical   |                                                      |
| 1925    | 1929    | Jules Bonet     | RG        |                                                      |
| 1929    | 1935    | Emile Chambard  | PRS       | directeur d'école                                    |
| 1935    | 1937    | Auguste Masson  |           |                                                      |
| 1937    | 1940    | Emile Fromont   | radical   | cultivateur                                          |
| 1944    | 1947    | Clément Ribet   | radical   | cultivateur, président du comité local de libération |
| 1947    | 1965    | Ernest Soubrier | SFIO      |                                                      |
| 1965    | 1972    | Jean Balivet    | DVG       |                                                      |

## Population et société

### Démographie
L'évolution du nombre d'habitants est connue à travers les recensements de la population effectués dans la commune depuis 1793. Pour les communes de moins de 10 000 habitants, une enquête de recensement portant sur toute la population est réalisée tous les cinq ans, les populations de référence des années intermédiaires étant quant à elles estimées par interpolation ou extrapolation. Pour la commune, le premier recensement exhaustif entrant dans le cadre du nouveau dispositif a été réalisé en 2004.
En 2018, la commune comptait 1 712 habitants, en évolution de +0,29 % par rapport à 2012 (Ain : +5,15 %, France hors Mayotte : +2,11 %).
| 1793  | 1800  | 1806  | 1821  | 1831  | 1836  | 1841  | 1846  | 1851  |
| ----- | ----- | ----- | ----- | ----- | ----- | ----- | ----- | ----- |
| 2 293 | 2 148 | 2 264 | 2 030 | 2 010 | 2 060 | 2 154 | 2 065 | 1 942 |

| 1856  | 1861  | 1866  | 1872  | 1876  | 1881  | 1886  | 1891  | 1896  |
| ----- | ----- | ----- | ----- | ----- | ----- | ----- | ----- | ----- |
| 1 873 | 1 838 | 1 911 | 1 832 | 1 843 | 1 781 | 1 708 | 1 740 | 1 713 |

| 1901  | 1906  | 1911  | 1921  | 1926  | 1931  | 1936  | 1946  | 1954  |
| ----- | ----- | ----- | ----- | ----- | ----- | ----- | ----- | ----- |
| 1 531 | 1 534 | 1 508 | 1 321 | 1 283 | 1 130 | 1 163 | 1 199 | 1 033 |

| 1962 | 1968 | 2006  | 2009  | 2014  | 2018  | - | - | - |
| ---- | ---- | ----- | ----- | ----- | ----- | - | - | - |
| 920  | 871  | 1 514 | 1 612 | 1 713 | 1 712 | - | - | - |

## Culture locale et patrimoine

### Lieux et monuments

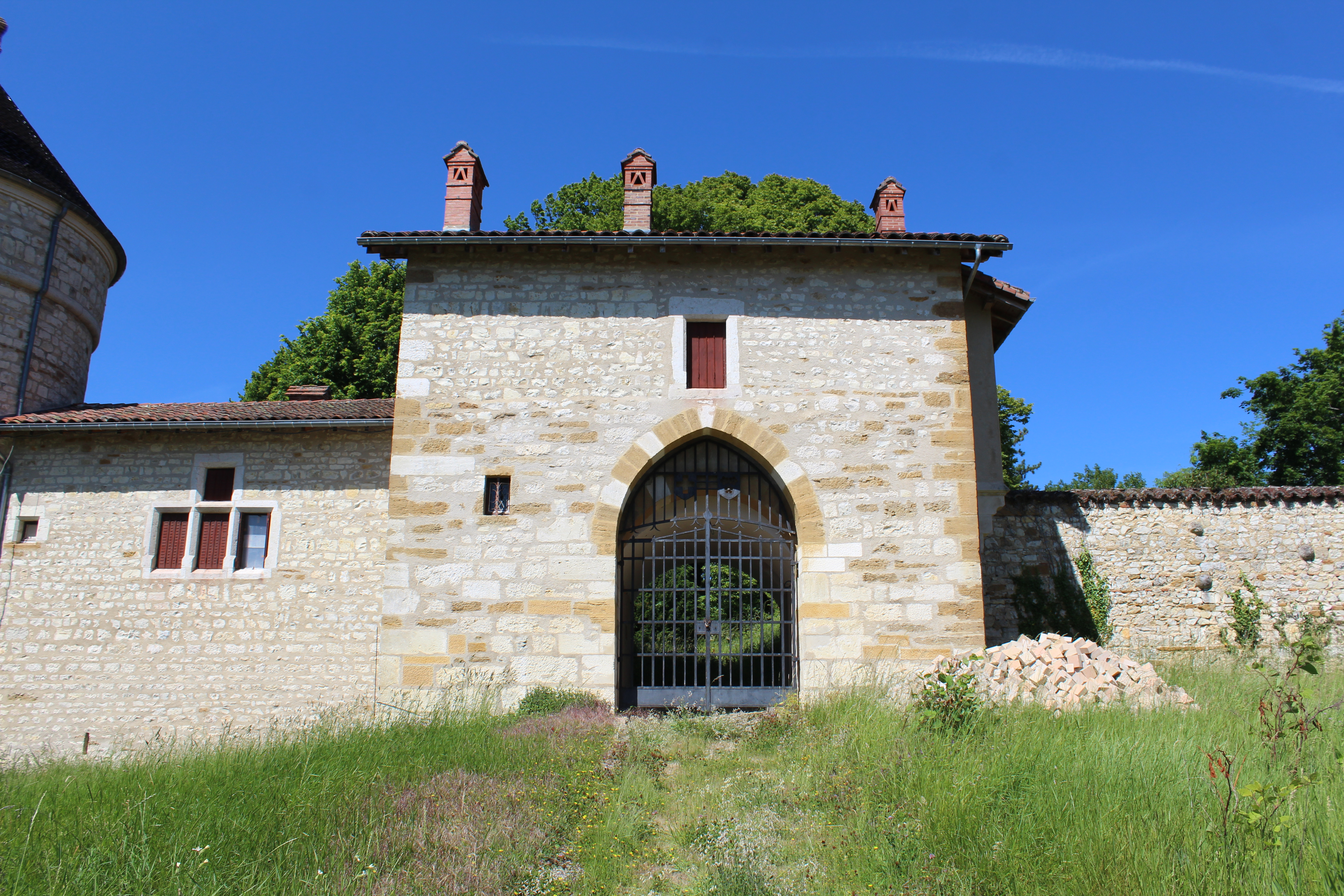
Château.

Le village présente de nombreuses curiosités touristiques qui en font l'un des sites les plus caractéristiques de cette partie du Revermont :
- le château fort dans le haut du village ;
- le lavoir de la Plate et la source Caméléon ;
- la rue Ferrachat et ses ateliers d'artisans ;
- le champ de foire ;
- la mairie et la Fontaine des trois jets ;
- La chapelle de Montfort au toit de lauzes ;
- le mont Grillerin avec vue sur le village ;
- les ruines de Lomont.
- la maison Thèvenard : ancien couvent des sœurs clarisses.

### Personnalités liées à la commune
- Jean-François Bouveiron[7] (1733-1818), homme politique né et décédé à Treffort, député à l'Assemblée constituante de 1789.
- Aimé Cotton, Président de l’Académie des sciences en 1938, succédant à Emmanuel Leclainche et reçut aussi la Rosette de la Résistance.

- Victor Authier, maire de la commune et député de l'Ain, est mort à Treffort en 1945.

- Tony Ferret, architecte  qui a restauré ou édifié plusieurs monuments à Bourg-en-Bresse avait sa propriété à Treffort où il décéda. Il initia la reconstruction du château de Treffort au début du XXe siècle.

- Marcel Conche (né en 1922),  philosophe et professeur à la Sorbonne, séjourna à Treffort de 1988 à 2008 avant de s'installer en Corse.

## Pour approfondir